# Lake George (Martin Johnson Heade)
Lake George, en su título original en inglés, es un lienzo de Martin Johnson Heade, fechado en 1862. Martin Johnson Heade fue un pintor paisajista estadounidense, cuyas obras se incluyen en la Escuela del río Hudson, dentro de la rama de esta escuela llamada luminismo americano.                                                                                                                                                                    

## Introducción
La estancia de Heade en Boston, entre 1861 y 1863, fue un período muy importante en su carrera, en el que experimentó diversas soluciones artísticas, realizando especialmente vistas costeras. En 1862, pintó varios lienzos, representando parajes rocosos, la tierra desnuda y otros aspectos poco idílicos del paisaje. Esta pintura es la más ambiciosa de aquel período, su obra de mayor tamaño hasta aquella fecha, y una de las más aclamadas de toda su carrera artística.

## Temática
El Lago George (en el estado de Nueva York) era una temática anteriormente tratada varias veces en la pintura del paisaje estadounidense, en concreto por los artistas de la Escuela del Río Hudson. Thomas Cole lo visitó por primera vez en 1826, y otros pintores de este movimiento pictórico que lo habían representado fueron Asher Brown Durand, en 1860, y Jasper Francis Cropsey, en 1865 circa. John Frederick Kensett lo representó varias veces entre 1860 y 1872, en Vista del lago George.
Estas pinturas solían centrarse en las aguas claras y plácidas del lago, un celaje brumoso y las majestuosas montañas que llegan hasta sus orillas. Heade visitó el lago George en 1862, durante un viaje desde el lago Champlain y, a través de Maine, hasta la Passamaquoddy Bay. Aunque la vista fue tomada desde el Fort William Henry Hotel, Heade representó el lago de una manera muy poco turística. En lugar de majestuosas montañas y nieblas grises, pintó una zona plana y un ambiente muy claro. Lo representó conservando su aspecto primitivo, pero rodeado de un ambiente bastante prosaico, sin ningún detalle idílico. Heade representa troncos de árboles muertos caídos cerca del lago, arbustos que se esfuerzan por vivir entre rocas desnudas y el agua del lago que apenas refleja sus alrededores.

## Análisis de la obra
- Pintura al óleo sobre lienzo; 66.04 x 125.41 cm (26 x 49 3/8 in.) ; año 1862; Museo de Bellas Artes (Boston)
- Firmado y fechado, en la parte inferior derecha: "M.J Heade |62." [3]

Aparte de un par de minúsculas embarcaciones en la distancia, solamente hay dos señales de actividad humana: un hombre agachado en el agua, tratando de liberar un bote de las rocas, cerca de la orilla, y un par de figuras en un bote de remo –del que sale su estela- en la parte izquierda del cuadro. Sus ocupantes no parecen darse cuenta del esfuerzo del primer hombre. Es como si Heade quisiera mostrar la aspereza de la Naturaleza, no suavizada por ninguna sombra, evitando detalles o incidentes agradables, al tiempo que sugiere que la existencia humana también ha de soportar la misma dureza.
Heade debió haber visto unas exposiciones de pinturas británicas, incluyendo las de los pintores prerrafaelitas. Estas exposiciones, que tuvieron lugar en Nueva York, Filadelfia y Boston en 1857 y 1858, probablemente inspiraron el nuevo estilo de Heade. De hecho, es en esta pintura de 1862 donde posiblemente es más evidente la influencia de John Ruskin y del Prerrafaelismo. Representa un deseo de objetividad, y hacer que la "no belleza" se convirtiera en un nuevo estándar para la propia Belleza. Los colores son cálidos y secos, y la luz permite verlo todo con una claridad casi alucinante. Las rocas tienen una cualidad singularmente prerrafaelita, tal vez tomada de Charles Herbert Moore (1840-1930), un compañero suyo en el Tenth Studio Building.

## Procedencia
- En el siguiente enlace se detalla la procedencia de este lienzo: [6]